# 爱好者杂志
爱好者杂志（英語：fanzine）是指围绕着某一特定的文化现象（文学、音乐、动漫等），由业余、民间爱好者团体创作的杂志等出版物，目的是寻找同好、分享快乐。该词由Russ Chauvenet在1940年10月发明，一开始在科幻迷的圈子内流行，后又扩展到其他团体当中。
美國研究愛好者雜誌的學者史提芬·鄧康比將愛好者雜誌定義為「非商業、非專業、小規模流通的雜誌，由創造者自行生產、出版與發行」的出版物。台灣地區一般將Fanzine翻譯作「同人誌」，由於該譯名容易和二次創作的漫畫同人誌混淆，故也有「愛好者雜誌」的譯名。台灣學者簡妙如將Fanzine翻譯作「迷小誌」或「同好誌」。部分媒體翻譯作「粉絲雜誌」。